# Grad Heukelum
Grad Heukelum (imenovan tudi grad Merckenburg ) je zidan grad v kraju Heukelum v nizozemski občini West Betuwe. Od občinske reorganizacije leta 1986 se grad nahaja v provinci Gelderland, prej pa je spadal v Južno Holandijo. Sedanje zgodovinsko podeželsko posestvo HEUKELUM se nahaja na južnem bregu reke Linge, vzhodno od istoimenskega mesta. 

## Zgodovina
Grad je iz 13. stoletja, okoli leta 1280. V 13. stoletju je bil na tem mestu grad, imenovan Merckenburgh, ki ga je zgradil član rodbine gospodov Arkelskih. Takratni grad je bil uničen in obnovljen v 14. stoletju. Takrat so ga sestavljala štiri krila okoli dvorišča, vključno z dvorano na zahodni strani, znatnim okroglim stolpom na severovzhodnem vogalu in še obstoječim portalnim stolpom na južni strani. Grad se je nahajal v dvojnem jarku. Med prvim in drugim kanalom je bila vratarnica. 
V katastrofalnem letu 1672 so ga izropali Francozi, nato pa so ga razstrelile francoske čete, razen portalnega stolpa. Današnja podoba gradu Heukelum izvira iz let po letu 1734, ko je bila proti preostalemu portalnemu stolpu po naročilu Johana van der Stela zgrajena nova stavba, deloma na dvorišču in deloma na temeljih starega gradu. 
Ohranjen je jarek, ki neposredno obdaja grad. Zunaj sta bili dve gospodarski poslopji. Ohranjeni so ostanki drugega kanala. Okoli hiše je park iz 18. in 19. stoletja. Na grajskem otoku so ob obnovi podpornih zidov leta 2003, na katerem so v dvajsetih letih 20. stoletja po veliki poplavi izredno zgradili nasip, odkrili in delno prezidali obris okroglega stolpa na severovzhodnem vogalu. Sistem cest in nasipov z odprtimi prostori med gradom in mestom Heukelum je kot tak označen že na zemljevidu Jacoba van Deventerja (ok. 1560). To stanje še vedno obstaja. Stolpa gradu in cerkve sta obrnjena drug proti drugemu.
Grad je zavarovan kot državni spomenik, prav tako nekatera gospodarska poslopja, okoliški park in drevored. 

## Prostorska vpetost
Grad Heukelum je kvadratna zgradba sredi širokega jarka . Nahaja se med Heukelumom na vzhodu in Asperenom na zahodu, približno en kilometer od obeh centrov, na Heidensweg 1, znotraj Lingedijka. Dovozna pot poteka od Heidenswega v smeri nasipa, vendar pri gradu zavije v desno, da se po dvižnem mostu sprehodite naravnost do gradu. Mimo gradu se drevored nadaljuje do zaliva Asperense na vzhodni strani. Ta avenija obstaja že od srednjega veka.

## Lastniki (od 1788)
Justinus Gennepski, gospod Heukelumski in svobodni gospod Leyenburški (1744-1801), z nakupom leta 1788
- Justinus Adrijanus van Gennep, gospod Heukelumski (ok. 1783-1836); leta 1813 proda Heukelum
  - Adrijan Kornelis Fabricij, gospod Heukelumski (1767-1848), z nakupom leta 1813
    - Jr. Albert Lourens Kornelis Fabricij, gospod Heukelumski (1793-1853)
    - Jr. Johan Karel Viljem Fabricij, gospod Leyenburški, Loenenski in Wolferenski (1795-1881)
      - Jkvr. Konstancija Vilhelmina Fabricij (1849-1928); poročila z Godfriedom Hendrikom Leonardom baronom Boetzelaerskim (1842-1914) leta 1882
        - Konstancija Vilhelma baronica Boetzelaerska, gospa Heukelumska (1884-1960); leta 1907 se je poročila z Pavlom Antoinom Guillaumom, baronom Heeckerenskim Brandsenburškim (1878-1959).
          - Rudolf Aleksander baron Heeckerenski Brandsenburški, gospod Heukelumski (1909-1980)
            - Aleksandra Adelina Konstanca baronica Heeckerenska Brandsenburška, gospa Heukelumska do prodaje leta 1988 (1949)